# Le Toréador
Le Toréador ou l'Accord parfait (Toreadoren eller Den perfekta harmonin) är en opéra comique i två akter med musik av Adolphe Adam och libretto av Thomas Sauvage. Redan efter andra föreställningen förkortades titeln till enbart Le Toréador.

## Historia
Adam skrev operan som ett beställningsverk på bara sex dagar. Operan hade premiär den 18 maj 1849 på Opéra-Comique i Paris. Den blev en stor framgång och spelades på Opéra-Comique regelbundet fram till 1869. I operan använde sig Adam av musikcitat från flera källor. Mest berömd är några variationer på sången Ah! vous dirai-je, maman (i Sverige känd som Blinka lilla stjärna). Två andra citat är ariorna "Tandis que tout sommeille" från André Grétrys opera L'Amant jaloux och "Je brûlerai d'une flamme éternelle" från Tableau parlant, liksom spanska fandango, cachucha och follia. Trots detta försökte Adam inte göra musiken mer spansk. Operan var ursprungligen tänkt att vara i en enda akt men delades upp i två för att tillåta sopranen återhämta andan i en krävande roll.
Svensk premiär 23 november 1857 på Gustavianska operahuset i Stockholm med titeln "Toreadoren eller Nu äro vi sams".

## Personer
| Roller                             | Röstläge | Premiärbesättning 18 maj 1849 (Dirigent: Théophile Tilmant) | Svensk premiärbesättning 23 november 1857 (Dirigent: Jacopo Foroni |
| ---------------------------------- | -------- | ----------------------------------------------------------- | ------------------------------------------------------------------ |
| Don Belflor en före detta toreador | bas      | Charles Battaille                                           | Carl Johan Uddman                                                  |
| Coraline hans hustru               | sopran   | Delphine Ugalde                                             | Louise Michaëli                                                    |
| Tracolin                           | tenor    | Toussaint-Eugène-Ernest Mocker                              | Victor Dahlgren                                                    |

## Handling
Coraline var en gång en uppburen operasångerska i Paris men är nu gift med den pensionerade toreadoren Don Belflor. Flöjtisten Tracolin, som hon kände i Paris, har följt efter henne och rör upp svartsjuka och missförstånd för att vinna hennes hjärta. Till sist bestämmer sig de tre för att leva tillsammans i en ménage à trois (härav undertiteln Den perfekta harmonin).